# Gladiolus pole-evansii
Gladiolus pole-evansii är en irisväxtart som beskrevs av Frans Verdoorn. Gladiolus pole-evansii ingår i släktet sabelliljor, och familjen irisväxter. IUCN kategoriserar arten globalt som sårbar.
Artens utbredningsområde är Mpumalanga. Inga underarter finns listade i Catalogue of Life.